# Schottische Badmintonmeisterschaft 1938
Die Schottische Badmintonmeisterschaft 1938 fand in Glasgow statt. Es war die 25. Austragung der nationalen Meisterschaften von Schottland im Badminton.	

## Titelträger
| Disziplin    | Sieger                            |
| ------------ | --------------------------------- |
| Herreneinzel | nicht ausgetragen                 |
| Dameneinzel  | nicht ausgetragen                 |
| Herrendoppel | R. W. Stevenson Jr. G. M. Crabbie |
| Damendoppel  | E. F. Ogilvie Elizabeth Anderson  |
| Mixed        | Murdo MacLean Elizabeth Anderson  |